# اندرو گارفیلد
اندرو راسل گارفیلد (انگلیسی: Andrew Russell Garfield؛ زادهٔ ۲۰ اوت ۱۹۸۳) بازیگر اهل انگلستان و ایالات متحده است. او جوایز مختلفی از جمله یک جایزهٔ تونی، یک جایزهٔ تلویزیونی بفتا و یک جایزهٔ گلدن گلوب برنده شده‌است. در سال ۲۰۲۲ نام او در فهرست ۱۰۰ شخص تأثیرگذار جهان از مجلهٔ تایم قرار گرفت.
گارفیلد در لس آنجلس به دنیا آمد و در اپسم، انگلستان بزرگ شد. او فعالیت حرفه‌ای خود را با حضور در تولیدات تئاتر و تلویزیون بریتانیا آغاز کرد. نخستین حضور سینمایی برجستهٔ او در سال ۲۰۰۷ برای درام شیرها برای بره‌ها بود و در همان سال برای نقش‌آفرینی در فیلم تلویزیونی پسر شماره یک برندهٔ جایزهٔ تلویزیونی بفتای بهترین بازیگر مرد شد. او در سال ۲۰۱۰ برای بازی در نقش مکمل ادواردو ساورین در درام شبکه اجتماعی توجه بین‌المللی را به خود جلب کرد و برایش نامزد دریافت جایزهٔ فیلم بفتا و گلدن گلوب شد.
گارفیلد برای بازی در نقش مرد عنکبوتی در فیلم‌های ابرقهرمانی مرد عنکبوتی شگفت‌انگیز (۲۰۱۲)، مرد عنکبوتی شگفت‌انگیز ۲ (۲۰۱۴) و بعداً در مرد عنکبوتی: راهی به خانه نیست (۲۰۲۱) شهرت بیشتری را به دست آورد. او برای بازی در نقش دزموند داس در درام جنگی ستیغ هک‌سا (۲۰۱۶) و جاناتان لارسون در موزیکال تیک، تیک… بوم! (۲۰۲۱) نامزد دریافت جایزهٔ اسکار شده‌است. او برای فیلم دوم یک جایزهٔ گلدن گلوب کسب کرد. گارفیلد در سال ۲۰۲۲ برای بازی در مینی‌سریال جنایی زیر پرچم بهشت نامزد دریافت جایزهٔ امی ساعات پربیننده شد.
در زمینهٔ تئاتر، گارفیلد در سال ۲۰۱۲ در احیای نمایش مرگ فروشنده واقع در برادوی حضور یافت و برایش نامزد دریافت جایزهٔ تونی شد. او در سال ۲۰۱۷ برای حضور در نمایش فرشتگان در آمریکا واقع در لندن نامزد دریافت جایزهٔ لارنس الیویه شد؛ او این نقش را سال بعد در برادوی ایفا کرد که برایش جایزهٔ تونی بهترین بازیگر مرد را کسب کرد.

## زندگی
اندرو گارفیلد در لس آنجلس کالیفرنیا به دنیا آمد. مادرش بریتانیایی و پدرش کالیفرنیایی بود. وقتی آندرو سه ساله بود خانواده‌اش از کالیفرنیا به بریتانیا مهاجرت کردند. او دوران کودکی و نوجوانی خود را در انگلستان کنار خانواده یهودی خود گذراند. مادرش در سال ۲۰۲۱ به‌علت سرطان درگذشت.
خانواده‌اش قشر متوسط جامعه بریتانیا محسوب می‌شدند. پدر و مادرش اوایل فروشگاه دکوراسیون خانه راه انداختند ولی بعدها پدرش سرمربی مدرسه شنا شد و مادرش هم هم‌اکنون به عنوان مربی در دانشگاه پرستاری تدریس می‌کند. وقتی نوجوان بود تصمیم داشت بازرگانی بخواند اما در شانزده سالگی متوجه استعداد بازیگریش شد و تصمیم گرفت این حرفه را به‌طور آکادمیک بیاموزد برای همین در چند مدرسه بازیگری درس خواند و با موفقیت فارغ‌التحصیل شد.
اولین کارهای غیر حرفه‌ای اش را از تئاتر شروع کرد و در نمایش «بوگسی مالونه» نقش ایفا کرد او کارش را کمی جدی تر گرفت و به عضویت گروه تئاتر خیابان «اپسوم» شهر «ساری» انگلستان درآمد و نقش آفرینی‌هایش با این گروه او را بیشتر و بیشتر مورد توجه قرار داد و توانست جایزه تئاتر «اخبار عصر منچستر» را برای بهترین بازیگر نوظهور دریافت کند. او به تئاتر سلطنتی منچستر راه یافت و دوباره همان جایزه را در سال ۲۰۰۶ کسب کرد و سال بعد نقش «رومئو» را در نمایش معروف «ویلیام شکسپیر» یعنی رومئو و ژولیت بازی کرد.

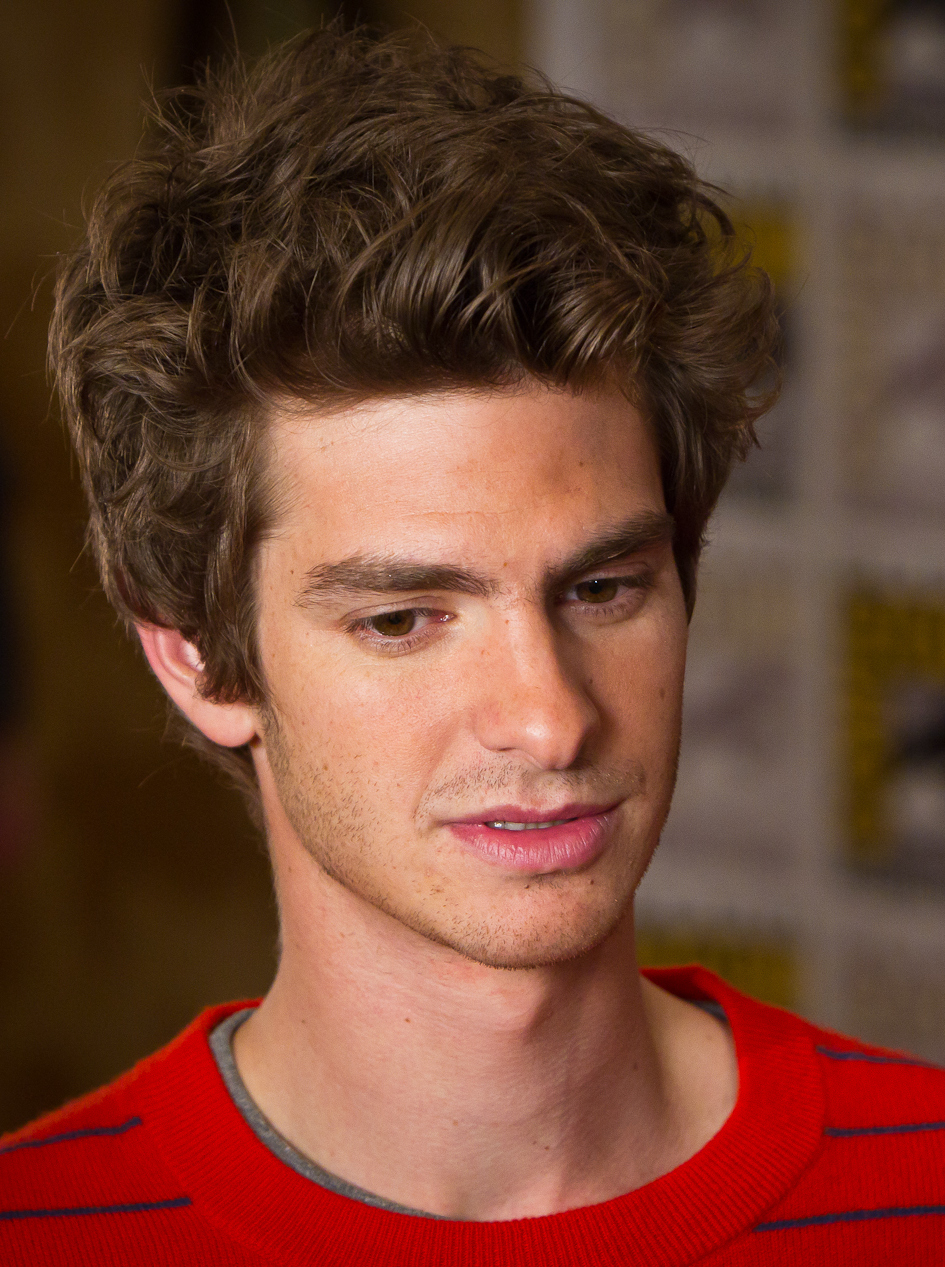
در سال ۲۰۱۲

همزمان با تئاتر وارد تلویزیون شد و مانند خیلی‌ها کار خود را از سریال‌ها شروع کرد و سال ۲۰۰۵ در سریال «نی شکر» کانال چهار بریتانیا بازی کرد و در سال ۲۰۰۷ با بازی در سریال معروف کانال بی‌بی‌سی «دکتر هو» به شهرت رسید.
در نوامبر سال ۲۰۰۷ در درام سیاسی «شیرها برای بره‌ها» نقش آفرینی کرد در این فیلم او نقش دانشجوی معترض را بازی می‌کرد. در این فیلم با رابرت ردفورد همبازی بود و در بیشتر طول فیلم این دو در روبروی هم نشسته و با هم بحث می‌کردند.
او با بازی در فیلم تلویزیونی «پسر» در سال ۲۰۰۸ جایزه بهترین بازیگر از آکادمی تلویزیون بریتانیا را از آن خود کرد؛ و در همان سال نقشی در فیلم پر ستارهٔ «دختر دیگر بولین» بدست آورد و ستاره ای نو به «جشنواره بین‌المللی فیلم برلین» وارد شد.

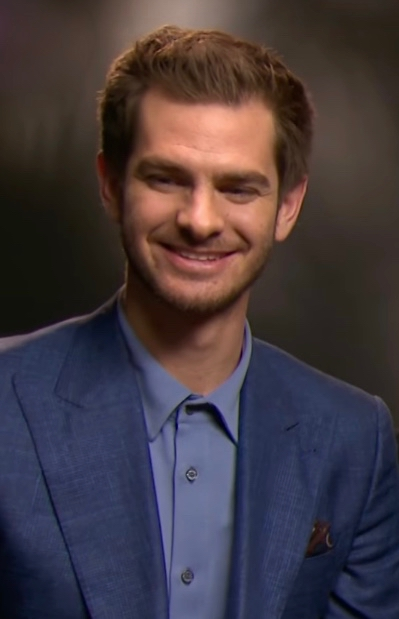
در سال ۲۰۱۷

گارفیلد روز به روز در تلویزیون پیشرفت می‌کرد و در فیلم‌های تلویزیونی مهمتری حضور می‌یافت و در نهایت در سال ۲۰۱۰ در فیلم سینمایی «هرگز رهایم مکن» توجه‌های بیشتری جلب کرد اما نقطه پرتاب او به پله‌های بالاتر فیلم «دیوید فینچر» یعنی «شبکه اجتماعی» بود. برای این فیلم نامزد جایزه‌های معتبری مانند جایزه گلدن گلوب و بفتا شد.
در ماه مارس سال ۲۰۱۲ در نمایش «مرگ مرد فروشنده» در کنار بزرگان تئاتر مانند «فیلیپ سیمور هافمن» حضور یافت و نامزد معتبرترین جایزهٔ مربوط به تئاتر یعنی «جایزهٔ تونی» شد؛ و رسماً نام خود را به عنوان یک بازیگر تئاتر با استعداد بر سر زبان‌ها انداخت؛ و با نقش آفرینی در ریبوت سری فیلم‌های مرد عنکبوتی با نام «مرد عنکبوتی شگفت‌انگیز» جای پای بیشتری در هالیوود باز کرد.

## فیلم‌شناسی

### فیلم
| سال  | عنوان                          | نقش                      | توضیحات          |
| ---- | ------------------------------ | ------------------------ | ---------------- |
| ۲۰۰۵ | طلسم                           | سیمو                     | فیلم کوتاه       |
| ۲۰۰۷ | پسر شماره یک                   | جک بریج                  |                  |
| ۲۰۰۷ | شیرها برای بره‌ها               | تاد هیز                  |                  |
| ۲۰۰۸ | دختر دیگر بولین                | فرانسیس وستون            |                  |
| ۲۰۰۹ | تخیلات دکتر پارناسوس           | آنتون                    |                  |
| ۲۰۰۹ | ایر                            | تام                      | فیلم کوتاه       |
| ۲۰۱۰ | من اینجا هستم                  | شلدون                    | فیلم کوتاه       |
| ۲۰۱۰ | هرگز رهایم مکن                 | تامی دی                  |                  |
| ۲۰۱۰ | شبکه اجتماعی                   | ادواردو ساورین           |                  |
| ۲۰۱۲ | مرد عنکبوتی شگفت‌انگیز          | پیتر پارکر / مرد عنکبوتی |                  |
| ۲۰۱۴ | مرد عنکبوتی شگفت‌انگیز ۲        | پیتر پارکر / مرد عنکبوتی |                  |
| ۲۰۱۴ | ۹۹ خانه                        | دنیس نش                  | همچنین تهیه‌کننده |
| ۲۰۱۶ | ستیغ هک‌سا                      | دزموند داس               |                  |
| ۲۰۱۶ | سکوت                           | کشیش جوزپه کیارا         |                  |
| ۲۰۱۷ | نفس بکش                        | رابین کاوندیش            |                  |
| ۲۰۱۸ | زیر دریاچه نقره‌ای              | سم                       |                  |
| ۲۰۲۰ | جریان اصلی                     | لینک                     | همچنین تهیه‌کننده |
| ۲۰۲۱ | چشم‌های تامی فی                 | جیم باکر                 |                  |
| ۲۰۲۱ | تیک، تیک… بوم!                 | جاناتان لارسون           |                  |
| ۲۰۲۱ | مرد عنکبوتی: راهی به خانه نیست | پیتر پارکر / مرد عنکبوتی |                  |
| ۲۰۲۴ | ما در زمان زندگی می‌کنیم        | توبیاس                   | فیلمبرداری       |
| TBA  | درخت جادویی دوردست‌ها           |                          |                  |

### تلویزیون
- زیر پرچم بهشت (۲۰۲۲)